# Threshold Records
Threshold Records était un label de musique créé par les Moody Blues après la publication de leur album On the Threshold of a Dream.